# あべゆりこ
あべ ゆりこ（12月24日 - ）は、日本の漫画家。東京都武蔵野市出身。血液型はB型。

## 概要
1971年、イラストレーターとしてデビュー。漫画は、編集者にすすめられて描くようになった。
1976年、『なかよし』（講談社）1月号に掲載された『わんころべえ』で漫画デビュー。代表作となったこの作品は、少女漫画作品で最長寿作となるほどの長期連載となり、現在でも『なかよし』にて連載を続けている。同作品のキャラクターは、長年『なかよし』の星占いコーナーのキャラクターにも用いられていた。また、同誌付録コーナーのイラストも担当している（2009年現在）。2022年には漫画アプリ『Palcy』（講談社×pixiv）の公式キャラクターのデザインも行った。

## 作品リスト

### 連載中
- わんころべえ（『なかよし』1976年1月号 - 、漫画デビュー作）

### 単行本
- わんころべえ（講談社）[4]

1. 1980年9月5日（KCなかよし）
2. 1985年8月6日（KCなかよし）
3. 1989年2月（KCなかよしワイド）
4. 1993年4月6日（KCなかよし）

- えりぬきわんころべえ（1989年8月、KCなかよしワイド／講談社）[5]